# 大阪外環状鉄道
大阪外環状鉄道株式会社（おおさかそとかんじょうてつどう）は、大阪府で鉄道路線を運営する大阪府・大阪市・西日本旅客鉄道（JR西日本）および東大阪市を始めとする沿線自治体などが出資する第三セクター方式の鉄道会社で、JR西日本の持分法適用関連会社のひとつである。

## 概要
新大阪駅と久宝寺駅を結ぶおおさか東線（正式名称決定までの仮称は大阪外環状線）は、大阪から放射状に延びる既設の鉄道路線を連絡する目的で、片町線の貨物支線である城東貨物線を利用して整備され、西日本旅客鉄道が第二種鉄道事業者として運営、大阪外環状鉄道は第三種鉄道事業者として施設を保有する。
おおさか東線の整備には、国の幹線鉄道等活性化事業費補助制度が適用された。事業費は1,243億円で、資金調達は出資金249億円（自治体174億円、JR西日本75億円）、補助金292億円（国・自治体146億円ずつ）、借入金702億円（自治体498億円、金融機関204億円）である。借入金は、金融機関の分は2039年度、自治体分は2061年度に完済する計画である。

## 沿革
- 1996年（平成8年）11月21日 - 設立。
- 2008年（平成20年）3月15日 - おおさか東線 放出 - 久宝寺間開業。
- 2008年（平成20年）12月1日 - 本社を大阪市北区から大阪市中央区に移転。
- 2019年（平成31年）3月16日 - おおさか東線 新大阪 - 放出間開業。

## 路線
建設の経緯、駅、運行形態などは以下の項目を参照。
- おおさか東線